# 森田剛
森田剛（日语：／ Morita Gō，1979年2月20日—），生於日本埼玉縣，日本男性偶像、演員及歌手。經紀公司為傑尼斯事務所。於1995年9月與坂本昌行、長野博、井之原快彥、三宅健、岡田准一等組成六人團體V6，在1995年11月1日正式出道。
當中又以年齡順序將成員分為20th Century（坂本昌行、長野博、井之原快彥）與Coming Century（森田剛、三宅健、岡田准一）等兩組。

## 經歷
- 1993年，加入日本著名的演藝經紀公司傑尼斯事務所，與同樣是小傑尼斯的三宅健組成人氣組合「剛健コンビ」（剛健二人組，GOKEN）。[3]

- 1995年16歲時，與坂本昌行、長野博、井之原快彥、三宅健及岡田准一組成團體「V6」，11月1日發行單曲「MUSIC FOR THE PEOPLE」正式出道，也以V6年少組Coming Century名稱開始活動。

- 1996年，主演以藤子不二雄原作改編電視劇『シャドウ商会変奇郎』。

- 1997年，在NHK大河劇『毛利元就』飾演主角松壽丸的少年期和青年時期。

- 1998年，在第21回『24時間電視21』完成100km公益馬拉松挑戰。

- 2005年，主演劇團☆新幹線舞台劇『荒神〜AraJinn〜』，這是初次擔當舞台劇主演。

- 2008年，個人演唱會『GO MORITA LIVE 2008 PAINT IT BLACK』。

- 2011年7月，主演舞台劇『金閣寺』，在美國紐約上演。[4]

- 2016年，初次擔當之電影主演『白晝之雨』公開上映。

- 2021年3月12日，傑尼斯事務所宣布森田剛將於同年11月1日離開事務所，與此同時V6和Coming Century也會解散。[5]

- 2021年11月2日，與妻子宮澤理惠一起創立新經紀公司「MOSS」。[2]

### 個人生活
- 2018年3月16日，在V6 FAN CLUB宣布與在2016年舞台劇『ビニールの城』共演女演員宮澤理惠結婚。森田剛成為第四位結婚的V6成員。[6]

## 音樂作品
※ 有關V6身分之活動內容與作品，請參考「V6 (偶像團體)#音樂作品」項目。

### Coming Century（Comicen）
V6 這個團體又可分為兩個子團體，會各自以子團體的名義，發行單曲、專輯或舉辦巡迴演唱會，而由森田剛、三宅健與岡田一三人組成的子團體名為「Coming Century」，通常暱稱為「Comicen」（カミセン，或是 CC）。直至 2021 年，Comicen 已發行一張專輯、兩張單曲，一張精選集，以及兩張演唱會DVD（詳列於下）。

#### 單曲
- 1998年 夏のかけら (夏天的碎片) （AVDD-20238）
- 2001年 GET SET... GO! ：該專輯乃為配合主持之節目，故以MiMyCen之名義推出。（RRCD-85300）

#### 專輯
- 2002年 Best of Coming Century -Together- （AVCD-17228，精選集）
- 2009年 Hello-Goodbye（AVCD-23928）

#### 演唱會DVD
- 1997年 SKY （AVVD-90037/AVBD-91031）
- 1998年 ?-question- （AVVD-90047/AVBD-91033）
- 2009年 20th Century LIVE TOUR 2009 HONEY HONEY HONEY/We are Coming Century Boys LIVE Tour 2009 （AVBD-91742）

### Solo曲

#### CD收錄曲
- DO YO THANG（1998年）
- candy（2007年）
- You are my everything（2009年）
- 官尾（2010年）

#### CD未收錄曲
- CONTINUE〜曖昧なルール〜 - JASRAC作品編號：155-8464-0
- PAINT IT BLACK - JASRAC作品編號：155-7478-4
- SWEET ANSWER - JASRAC作品編號：155-8406-2
- COOLな感じで… - JASRAC作品編號：155-8468-2
- ANYWAY - JASRAC作品編號：155-8404-6

#### 翻唱曲
- 男鬪呼組「推察の最中で」 - 收錄於影音作品『VERY HAPPY!!!』
- SMAP「FLY」 - 收錄於影音作品『LOVE&LIFE 〜V6 SUMMER SPECIAL DREAM LIVE 2003〜』

### 參與歌曲

#### 單曲
- 恋の400Mカレー - GOタリモ&ミニカレー （2001年12月5日）
- 愛しのナポリタン - TRIO THE SHAKiiiN（日语：トリオ・ザ・シャキーン） （2007年5月30日）

## 重要演出

### 個人演唱會
- GO MORITA LIVE 2008 PAINT IT BLACK （2008年10月25日 - 11月9日，東京・台場青海J地區特設會場 Johnny's Theater）

### 戲劇作品
- 半熟卵（1994年，富士電視台）- 中井順
- NHK大河劇（NHK）
  - 八代將軍吉宗（1995年）- 柳沢吉里
  - 毛利元就（1997年）- 松寿丸（毛利元就），幸鶴丸（毛利輝元）
  - 平清盛（2012年）- 平時忠
- 愛情腦震盪 （毎度おジャマしまぁす，1995年，TBS）- 天地啓介
- ミラクル仮面高校生（1995年，朝日放送電視台）- 主演・影山洋平
- V之炎（1995年10月9日 - 11月2日，富士電視台）- 森田剛（V6主演）
- 夢幻料理人（1995年，日本電視台）- 松本剛
- シャドウ商会変奇郎（1996年，朝日電視台）- 主演・変奇郎
- 同一屋簷下2（1997年，富士電視台）- 望月章吾
- 打工瘋神榜（PU-PU-PU，1998年10月 - 12月，TBS）- 主演・丹下隼人 （Coming Century主演）
- 新·我們的旅程Ver.1999（1999年，日本電視台）- 主演・ 津村浩介（Coming Century主演）
- 疾風のように（1999年，NHK綜合）- 主演・ 水島一樹
- 月下棋士（2000年，朝日電視台）- 主演・氷室将介
- 新娘三顆星（2001年，TBS）- 新庄悟
- 仰望著你（2002年，NHK綜合）- 主演・高野章二
- 午餐女王（2002年，富士電視台）- 矢崎修史
- 演技者。/ 劇団演技者。（富士電視台）
  - 「マシーン日記」（2003年）- 主演・ミチオ
  - 「激情」（2004年）- 主演・菅原裕一
- 零のかなたへ〜THE WINDS OF GOD〜（2005年，朝日電視台）- 袋金太，福本貴士
- 大胃王神探（2006年，日本電視台）- 野田涼介
  - 大胃王神探特別篇 香港猴腮雷篇（2006年）
  - 大胃王神探2（2007年）
- 危機大神（2015年，富士電視台）- 結城実
- 偵探物語（2017年7月14日 - 9月15日，TBS）- 木暮久作
- Informa 告密者（2023年1月20日 - 3月24日，關西電視台）- 冴木亮平
  - INFORMA：地下世界的野獸們（2024年11月7日 - 12月26日，ABEMA / Netflix） - 冴木亮平
- 龍之奇蹟（2023年12月20日，Disney+ Star） - 柴田 / 史貝斯
- 主播們的戰爭（2023年8月14日，NHK綜合）- 和田信賢

### 電影作品
- COSMIC RESCUE（2003年7月11日上映）- 南條俊（Coming Century主演）
- Hard Luck Hero（2003年9月28日上映）- 藤田ケンジ（V6主演）
- Hold Up Down（2005年10月28日上映）- 平松勝（V6主演）
- 人間失格（2010年2月10日上映）- 中原中也
- 白晝之雨（2016年5月28日上映）- 主演・森田正一[7]
- DEATH DAYS（短篇電影，2021年12月29日・30日・31日YouTube上映） - 主演
  - DEATH DAYS 劇場版（2022年3月12日上映）
- 前科者（2022年1月28日上映） - 工藤誠[8]
- 白鍵與黑鍵之間（2023年10月6日上映） - 神秘男子“那傢伙”
- 劇場版 主播們的戰爭（2024年8月16日上映） - 主演・和田信賢
- 雨中的慾望（2024年11月29日上映） - 伊守

### 舞台劇
- ANOTHER（1993年8月6日 - 15日）
- 荒神〜AraJinn〜（2005年3月7日 - 4月9日）- 主演・ジン
- いのうえ歌舞伎☆號『IZO』（2008年1月10日 - 2月19日）- 主演・岡田以藏
- 血は立ったまま眠っている（2010年1月18日 - 2月28日）- 主演・良
- 金閣寺（2011年、2012年）- 主演・溝口[4]
- 祈りと怪物 ～ウィルヴィルの三姉妹～（2013年1月12日 - 2月17日）- 主演・トビーアス
- 鉈切り丸（2013年10月12日 - 11月30日）- 主演・源範賴[9]
- 夜中に犬に起こった奇妙な事件（2014年4月4日 - 4月29日）- 主演・幸人
- ブエノスアイレス午前零時（2014年11月28日 - 12月29日）- 主演・カザマ / サン・ニコラス
- ビニールの城（2016年8月6日 - 8月29日）- 主演・朝顔
- すべての四月のために（2017年11月11日 - 12月24日）- 主演・呉本（呉）萬石
- 空ばかり見ていた（2019年3月9日 - 4月10日）- 主演・多岐川秋生
- FORTUNE（2020年1月13日 - 3月1日）- 主演・フォーチュン[10]
- 『吾子吾弟』-All My Sons-（2022年5月10日 - 6月8日）- クリス・ケラー （Chris Keller）[11]
- ロスメルスホルム（Rosmersholm）（2023年10月 - 11月）- 主演・ヨハネス・ロスメル（Johannes Rosmer）
- 台風23號（2024年10月 - 11月）- 主演
- ヴォイツェック（Woyzeck）（2025年9月 - 11月）- 主演・ヴォイツェック

### 動畫配音
- 哆啦A夢（2000年） - 本人（森田剛）

## 外部連結
- GO MORITA OFFICIAL SITE | 森田剛 官方網站 （页面存档备份，存于）
- 森田剛的X（前Twitter）
- 傑尼斯事務所官網 （页面存档备份，存于）
- 傑尼斯事務所官網>V6專頁 （页面存档备份，存于）
- V6 Official Website（日文）
- Avex V6 官方網站（页面存档备份，存于）（日語）
- 日本電影數據庫（JMDb）上森田剛的資料（日語）
- 森田剛在互联网电影资料库（IMDb）上的資料（英文）